# Río Percey
Río Percey är ett vattendrag i Argentina.   Det ligger i provinsen Chubut, i den sydvästra delen av landet, 1 500 km sydväst om huvudstaden Buenos Aires.
Trakten runt Río Percey består till största delen av jordbruksmark. Runt Río Percey är det mycket glesbefolkat, med 4 invånare per kvadratkilometer.